# アーダルベルト・シュティフター
アーダルベルト・シュティフター（Adalbert Stifter, 1805年10月23日 - 1868年1月28日）は、オーストリアの小説家、風景画家。三月革命、普墺戦争など政治的な激動の時代にあって、豊かな自然描写とともに調和的な人間像を追求する穏やかな作品を執筆した。主要な著作に『習作集』『石さまざま』『晩夏』『ヴィティコー』などがある。

## 生涯
当時オーストリア領だった南ボヘミアのオーバープラーン（現：チェコ領ホルニー・プラナー）の麻布織りを営む農家の長男アルベルト・シュティフター（Albert Stifter）として生まれる。堅実な小市民的雰囲気の家庭の中、特に敬虔な母と気丈な祖母とから心情的な影響を受けるとともに、森に囲まれた自然の豊かな環境を享受しながら育った。12歳のとき、父が麻布を積んだ車の下敷きとなる事故で死去、以後祖父の仕事の手伝いに励むが、1819年の秋にオーストリア、クレームミュンスターにあるベネディクト派の修道院学校に入りここで7年間学んだ。同地もやはり自然に恵まれた地域であり、シュティフターは大自然に深く親しむとともに文学や芸術に触れ、風景画もこのころに描き始めた。信仰に厚く、勉学においても優れた成績を上げている。
1826年、ウィーン大学に入り法学を専攻するが、法学に限らず自然科学の講義も多く取りつつ、芸術都市ウィーンの音楽、演劇、美術などに触れた。文学ではこの時期にジャン・パウルを耽読し影響を受けているが、文学者として名をなすことは考えず、自分は画家になるべき人間だと考えていた。また生計のため家庭教師となって上流階級の家にも出入りし、優れた教師として評判をとった。のちには宰相メッテルニヒの子息リヒャルトの教師も務めている。在学中、グライブル家の娘ファニーと恋仲になり結婚申し込みを行うが両親の拒絶に会い傷心を経験する。
画家志望を固めたシュティフターは、家庭教師を続けつつ絵画制作に熱心に励んだ。しだいに絵の買い手もつくようになり展覧会にも出品、1837年にはアマーリエ・モーハウプトと結婚するが、生活はいまだ不安定なままであった。しかし1840年、偶然がきっかけとなって文学者の道を歩みはじめることになる。この年の春にある男爵夫人を訪れていたシュティフターは、その家の娘によって、ポケットに丸めて突っ込んであった書きかけの短編の原稿を発見され、成り行きでそれを朗読せざるをえなくなった。この作品「コンドル」（Der Condor）が男爵夫人によって『ウィーン芸苑雑誌』に掲載されて好評を得、これによって作家としての自覚を得たシュティフターは継続的な文学作品執筆をはじめた。ウィーン時代の作品は『習作集』（Studien, 1844-1850）として6巻本にまとめられており、1846年にはサロンで会ったグリルパルツァーから作品に対する賞賛を受けた。
1848年よりオーストリア北部のリンツに移住。この年、三月革命による世相の混乱に精神的動揺を覚えたシュティフターは、真の人間をつくるため基礎教育に携わりたいと考えるようになり、1850年よりリンツの小学校視学官の任についた。以後16年間この職に従事しつつ、余暇を利用して執筆活動を続けた。1853年、石にちなんだ表題を持つ5編からなる作品集『石さまざま』（Bunte Steine）を出版。いずれも自然への深い畏敬と人間性への希求の念が込められた作品であり、序文では人間世界を導く「穏やかな法則」を通して自己の芸術的信条を述べた。1857年、アルプス山麓にたつ館を舞台にした教養小説の代表作『晩夏』を出版。最晩年には12世紀ボヘミアを舞台にした歴史小説の大作『ヴィティコー』（1865-1867年）を著した。
シュティフター夫妻は子供に恵まれず、二人の養女を取っていたがいずれにも先立たれ寂しい晩年を送った。シュティフターは1867年に肝硬変を患い、『ヴィティコー』は病苦に絶えながらの執筆であったが、1868年1月25日深夜から26日未明にかけての時刻に、病の痛みに耐えられなくなって剃刀で頸部を切り、そのまま意識が戻らず1月28日に死去した。

## 作風と評価

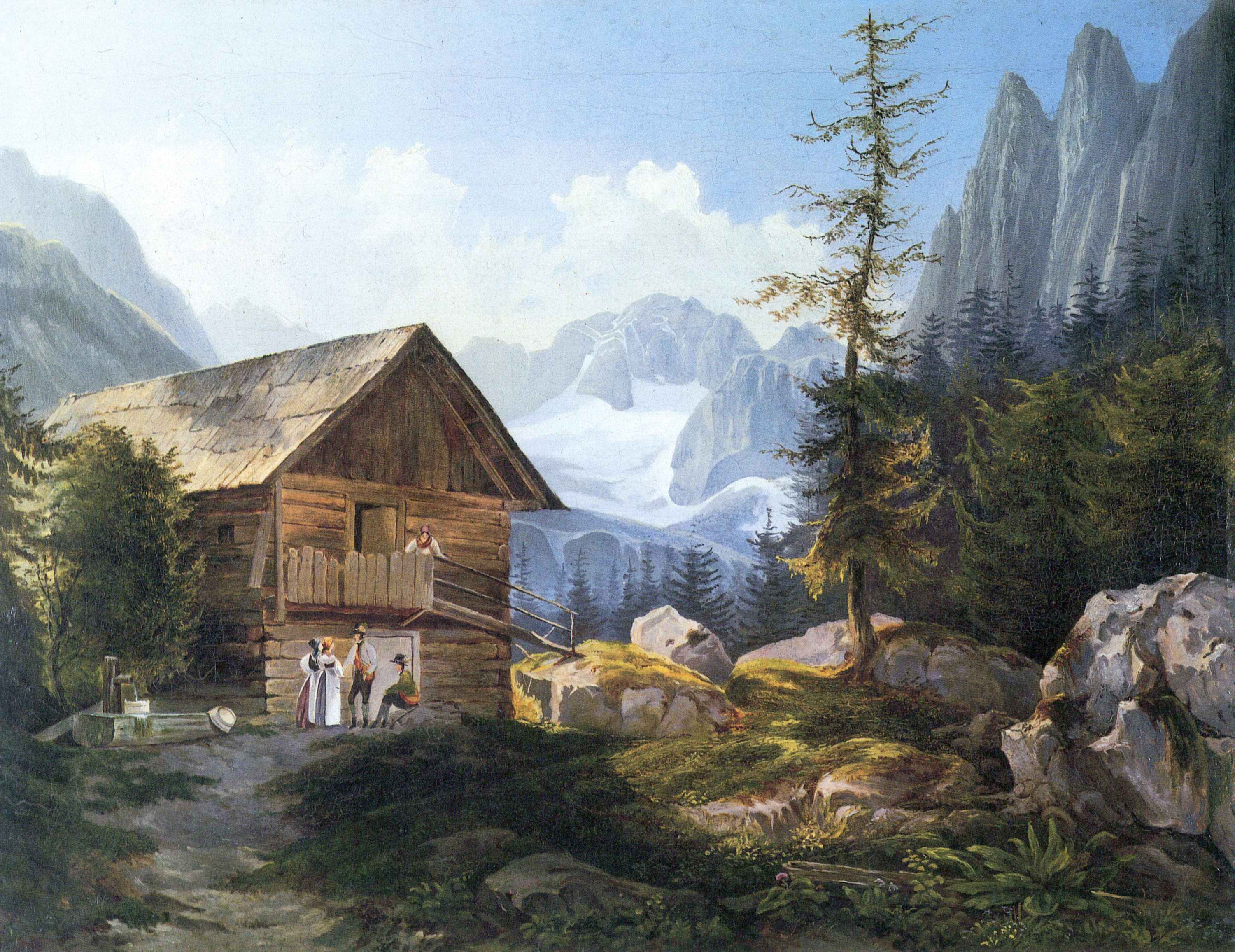
シュティフターの油彩画『ゴーザウ谷にて』（1834年）。シュティフターは作家になって以降も絵に対する情熱を失わず、寸暇を盗んで絵画制作を続けた。

ごく初期の作品にはジャン・パウルや、E.T.A.ホフマンなどのロマン主義からの影響が濃く現れているが、やがて客観的文体によるリアリズムに移行し、精緻な自然描写のなかで人間の静かな営みを描きだすようになった。画家でもあったシュティフターは文学作品のなかでも故郷の森を繰り返し描いており、その大自然の描写は美しさとともに人間をよせつけない厳しさも表現されている。シュティフターはささやかでありふれた日常的なものにこそ偉大なものがあらわれると考えており、そのため英雄の超人的な行為よりも、ありふれた人々の日常的な行為にあらわれた、質素・節度・克己を小説の題材として選んだ。
当時の政治的な激動に直接向かわずに、古典的素養をもとに調和的人間像を追及したシュティフターの作品は一面では反時代的なものでもあり 、同時代のヘッベルは彼を瑣末主義と呼んで批判し、代表作『晩夏』に対しては「通読した者にはポーランドの王冠を進呈しよう」と酷評した。
しかし一方で哲学者ニーチェは、『晩夏』を「繰り返し読まれる」に値するドイツ19世紀後半の優れた散文であると絶賛し、ハイデッガーもまた学生時代からシュティフターに親しんでいたことはよく知られており、一例に『ニーチェ講義』のなかでは、ニーチェをワーグナー的なものの対極に位置づけるべく、シュティフターに言及している。トーマス・マンは、『「ファウストゥス博士」の成立』のなかで、「シュティフターは世界文学の最も注目すべき、最も奥深い、最も内密な大胆さを持つ、最も不思議な感動を与える小説家の一人である」（佐藤晃一訳）と賞賛し、『習作集』『石さまざま』『晩夏』『ヴィティコー』などの諸作品を生涯に渡って愛読するなど、その作品は後世の著作家からしばしば畏敬を持って語られている。ヴィルヘルム・フルトヴェングラーは、「ベートーヴェンの『田園』を振るためには、シュティフターを読んでおかねばならないと信じているよ」と録音技師のフリードリヒ・シュナップに語ったという。
日本におけるシュティフターの作品受容の歴史は大正時代に遡り、堀辰雄は、旧制高校時代の授業で『喬木林』（Der Hochwald）を講読したと述べている。以後日本ではほぼすべての小説が翻訳されている。現代文学の作家では、ドイツ文学者でもある作家古井由吉がシュティフターを「長年愛好する作家」と呼び、小説やエッセイでしばしばその作品に言及している。

## 主要作品リスト
- Studien　習作集（短編集）
  - Der Kondor　禿鷹
  - Feldblumen　野の花

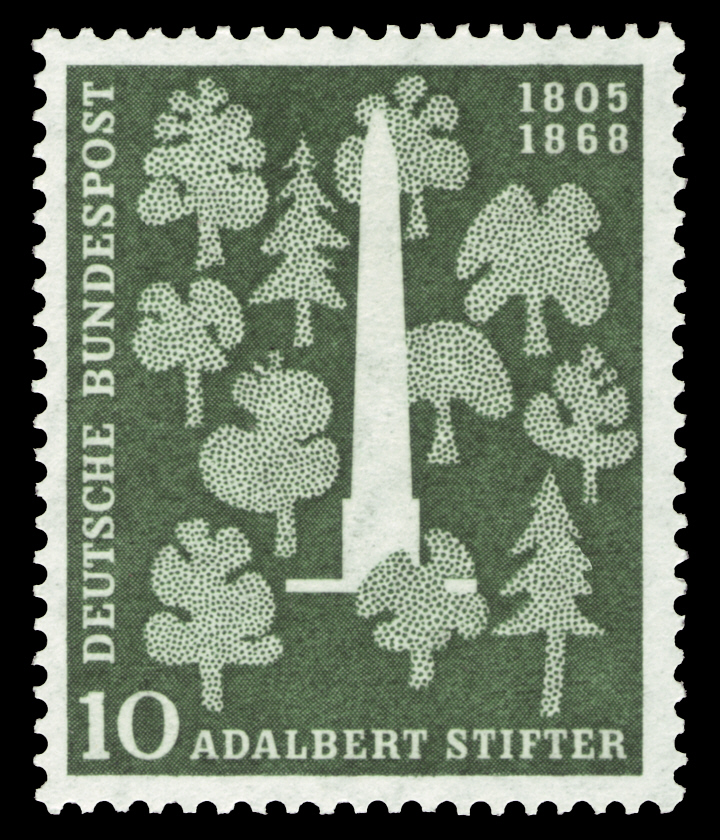
シュティフターの記念切手（1955年）

  - Die Mappe meines Urgroßvaters　曽祖父の書類入れ
  - Die Narrenburg　愚か者の城　「ナレンブルク　運命に弄ばれた人々の城」林道舎
  - Abdias　アプディアス
  - Das alte Siegel　古い封印
  - Der Hagestolz　男やもめ
  - Der Waldsteig　森の小道　
  - Zwei Schwestern　二人の姉妹
- Bunte Steine　石さまざま（短編集）
  - Granit　みかげ石
  - Kalkstein　石灰石
  - Turmalin　電気石
  - Bergkristall　水晶
  - Katzensilber　白雲母
  - Bergmilch　石乳
- Der Nachsommer　晩夏
- Witiko　ヴィティコー

## 主な日本語訳
- 『水晶　他三篇』 手塚富雄・藤村宏訳、岩波文庫、他は「みかげ石」、「石灰石」、「石乳」
- 『森の小道・二人の姉妹』 山崎章甫訳、岩波文庫
- 『ブリギッタ・森の泉　他一篇』 宇多五郎・高安国世訳、岩波文庫（他は「荒野の村」）
- 『シュティフター作品集』 松籟社（全4巻）、1983-1987年
  - 第1巻　習作集Ⅰ： 「コンドル」「荒野の村」「喬木林」「曾祖父の遺稿」
  - 第2巻　習作集Ⅱ： 「アプディアス」「ブリギッタ」「古い印章」「老独身者」
  - 第3巻　石さまざま・後期作品： 「石灰石」「電気石」「水晶」「石乳」「子孫」「ゼンツェの接吻」「運命のかじ屋」他
  - 第4巻　昔日のウィーンより・随想・画家としてのシュティフター・書簡・年譜
- 『シュティフター・コレクション』 松籟社（全4巻）、2006-2008年
  - 1　石さまざま（上）： 「序文／はじめに」「花崗岩」「石灰石」「電気石」　ISBN 4879842435
  - 2　石さまざま（下）： 「水晶」「白雲母」「石乳」　ISBN 4879842443
  - 3　森ゆく人： 「森ゆく人」「わたしの生命－自伝的断片」　ISBN 9784879842596
  - 4　書き込みのある樅の木： 「高い森」「書き込みのある樅の木」「最後の一ペニヒ」「クリスマス」　ISBN 9784879842664
- 『晩夏』 藤村宏訳、集英社〈世界文学全集31〉、1979年／ちくま文庫（上下）、2004年
- 『ヴィティコー』（全3巻）、 谷口泰訳、書肆風の薔薇（現：水声社）、1990-1991年[13]
- 『ナレンブルク　運命に弄ばれた人々の城』竹内康夫訳、林道舎、1994年
- 『ウィーンとウィーン人』新井裕ほか5名訳、中央大学出版部、2012年。中央大学人文科学研究所翻訳叢書